# Kazimierz Tyszka

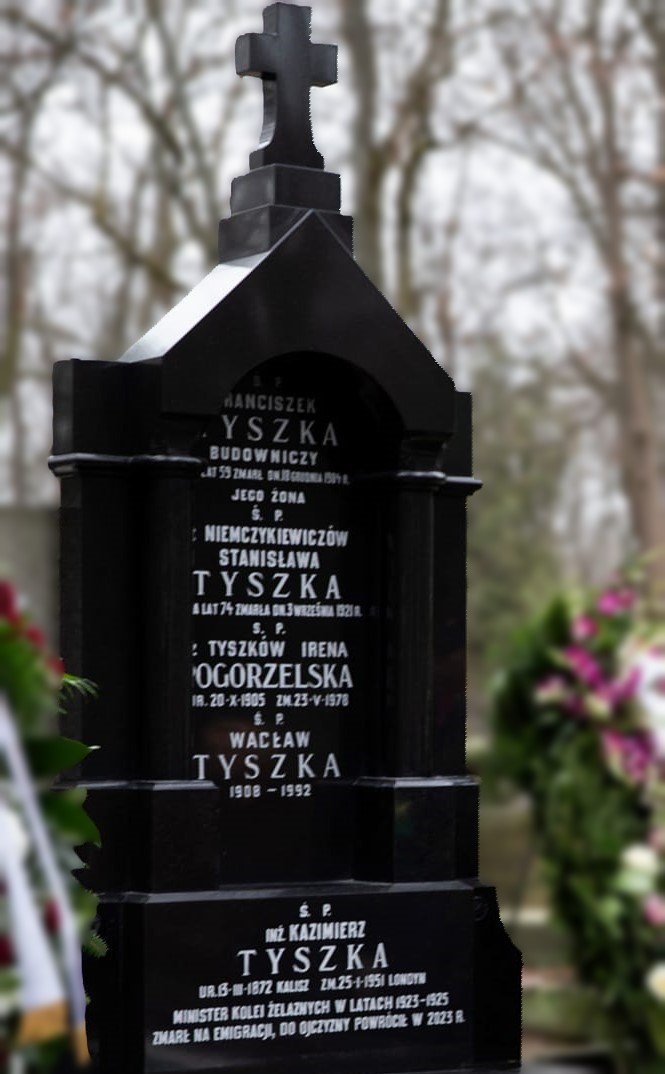
Grób Kazimierza Tyszki na cmentarzu Powązkowskim w Warszawie

Kazimierz Tyszka (ur. 13 marca 1872 w Kaliszu, zm. 25 stycznia 1951 w Londynie) – polski inżynier, w latach 1923–1925 minister kolei żelaznych w drugim rządzie Władysława Grabskiego, w latach 1941–1945 doradca do spraw transportu przy Rządzie RP na uchodźstwie.

## Życiorys

### Wczesne lata
Urodził się 13 marca 1872 w Kaliszu, w rodzinie Franciszka i Stanisławy z Niemczykiewiczów. Ukończył szkołę realną w Warszawie. W 1897 r. uzyskał dyplom inżyniera w Instytucie Technologicznym w Petersburgu. Radca dworu. Od 1897 do 1918 pełnił na terenie Rosji szereg funkcji, m.in.
- inżyniera-konsultanta Towarzystwa Kolei Bucharskiej (Общества Бухарской железной дороги),
- głównego inżyniera Towarzystwa Kolei Troickiej (Общества Троицкой железной дороги) i Towarzystwa Kolei Fergańskiej (Общества Ферганской железной дороги),
- członka zarządu Towarzystwa Naftowego w Majkopie (Майкоп-Эйнемского нефтепромышленного общества)
- członka zarządu Rosyjskiego Towarzystwa Zakładów Metalurgicznych (Русского товарищества тигельных заводов).

W 1917 r., gdy wybuchał rewolucja październikowa, a następnie wojna domowa, Tyszka został pełnomocnikiem Czerwonego Krzyża do spraw opieki nad jeńcami i uchodźcami. Przez około pięć miesięcy był więziony przez władze bolszewickie. Do Polski powrócił dopiero w 1922 r.

### II Rzeczpospolita
Gdy Tyszka wrócił do ojczyzny, został powołany do składu Komisji Mieszanej do spraw repatriacji z ZSRS, której od 1923 r. pełnił funkcję przewodniczącego. Tego samego roku został mianowany ministrem kolei żelaznych. Prawdopodobnie jego kandydatura została zaproponowana przez Juliana Zdanowskiego. Ponadto Tyszka jako jedyny został zaakceptowany przez Polską Partię Socjalistyczną, który sprzeciwiała się dalszemu kierowaniu resortem przez Andrzeja Nosowicza. Kolejną sprzyjającą okolicznością była przyjaźń z premierem Władysławem Grabskim.
Na stanowisku ministra kilkukrotnie spotykał się z ruchem związkowym (Związek Zawodowych Pracowników Kolejowych RP - ZKK), zredukował zatrudnienie na kolei, doprowadził do uzyskania dodatniego salda budżetu kolejowego. Ponadto doprowadził do przyjęcia ustawy z 12.06.1924 r. o zakresie działania ministra kolei. Jej następstwem było przekształcenie resortu w ministerstwo kolei, którego został szefem.
Kontynuując swoją misję w resorcie, Tyszka skoncentrowany był na pracach związanych z uruchomienie połączenia kolejowego Górnego Śląska i Gdyni. W dalszym okresie oddano do użytku pięć odcinków linii kolejowych m.in. trasę Sierpc-Nasielsk.
W schyłkowym okresie rządu Grabskiego, zaczęły zaostrzać się ataki na ministra kolei. Przeciwko niemu wystąpił ZZK, zarzucając mu nadmierną komercjalizację kolei. Także scena polityczna formułowała zarzuty wobec Tyszki. Czynił to m.in. Kazimierz Bartel, w sprawie organizacji gospodarki opałowej. Ponadto w samym resorcie doszło do konfliktu z wiceministrem Julianem Eberhardtem, któremu minister zarzucił niegospodarność.
Po odejściu z rządu zasiadał w Państwowej Rady Komunikacyjnej, prezesował Zarządowi Tramwajów Miejskich w Warszawie. Pracował jako zarządca spółki „Przedsiębiorstwo Budowlane Inż. Stanisław Dworakowski i S-ka”.
Tyszka nie porzucił polityki. W 1927 r. z ramienia Gospodarczego Komitetu Obrony Polskości Warszawy został wybrany członkiem stołecznej Rady Miejskiej. Natomiast w 1934 r. został przewodniczącym Zjednoczenia Chrześcijańsko-Demokratycznego.

### II wojna światowa
5 września 1939, podczas obrony Warszawy, został mianowany prezesem Stołecznego Komitetu Samopomocy Społecznej. Tego samego dnia nieoczekiwanie wyjechał z miasta.
W latach 1941–1945 doradca ds. transportu Rządu Polskiego w Londynie.

### Dalsze lata
Po wojnie  pozostał na emigracji, zamieszkał w Londynie. Był członkiem zarządu Copthall Trading Co.  
Zmarł 25 stycznia 1951 r.  i został pochowany na St. Mary’s Catholic Cemetery (katakumby pod kaplicą gr. 28). W 2023 r. jego doczesne szczątki zostały sprowadzone do Polski i pochowane w rodzinnym grobowcu na cmentarzu Powązkowskim w Warszawie (kwatera 85).

## Życie prywatne
Był żonaty z Anielą z domu Krosnowską, z którą miał syna Zygmunta. Jego prawnukiem jest europoseł Stanisław Tyszka.

## Działalność społeczna
Zaangażowany był w działalność Stołecznego Komitetu Pomocy Bezrobotnym, Komunalnej Kasy Oszczędności miasta Warszawy, czy był kuratorem domu wychowawczego im. ks. Baudouina. Ponadto stał na czele Społecznego Komitetu Funduszu Obrony Narodowej.
Tyszka zasiadał w wielu radach nadzorczych instytucji gospodarczych np. Kompanii dla Handlu z Azją.

## Ordery i odznaczenia
- Krzyż Komandorski Orderu Odrodzenia Polski (10 listopada 1938)[12]
- Złoty Krzyż Zasługi (11 listopada 1936)[13]
- Krzyż Wielki Orderu Korony (Belgia, 1925)[1][14]
- Krzyż Wielki Orderu Świętego Grzegorza Wielkiego (Stolica Apostolska)[1]